# France Biotech
France Biotech est une association loi de 1901 française créée en 1997 à l'initiative de Pascal Brandys, qui regroupe les principaux entrepreneurs innovants de la HealthTech[Quoi ?] et leurs partenaires experts. France biotech a pour mission première d'accompagner le développement de cette industrie en France et compte en 2025 plus de 650 membres. 

## Description
France Biotech, fondée en 1997, est une association indépendante qui fédère les entrepreneurs de l’innovation dans la santé et leurs partenaires experts. Animateur de l’écosystème de l’innovation en santé et interlocuteur privilégié des pouvoirs publics en France et en Europe, France Biotech contribue à relever les défis du secteur healthTech (le financement des entreprises, la fiscalité de l’innovation, les enjeux réglementaires et d’accès au marché, etc…) et à proposer des solutions concrètes, en termes de compétitivité et d’attractivité, par l’intermédiaire de ses commissions et ses groupes de travail. Ceci afin d’aider les start-ups et les PME de cette filière à devenir des entreprises internationales performantes et capables de concevoir et développer rapidement de nouvelles innovations et les rendre accessibles in fine aux patients France Biotech est hébergée au sein de PariSanté Campus.